# Karcsa

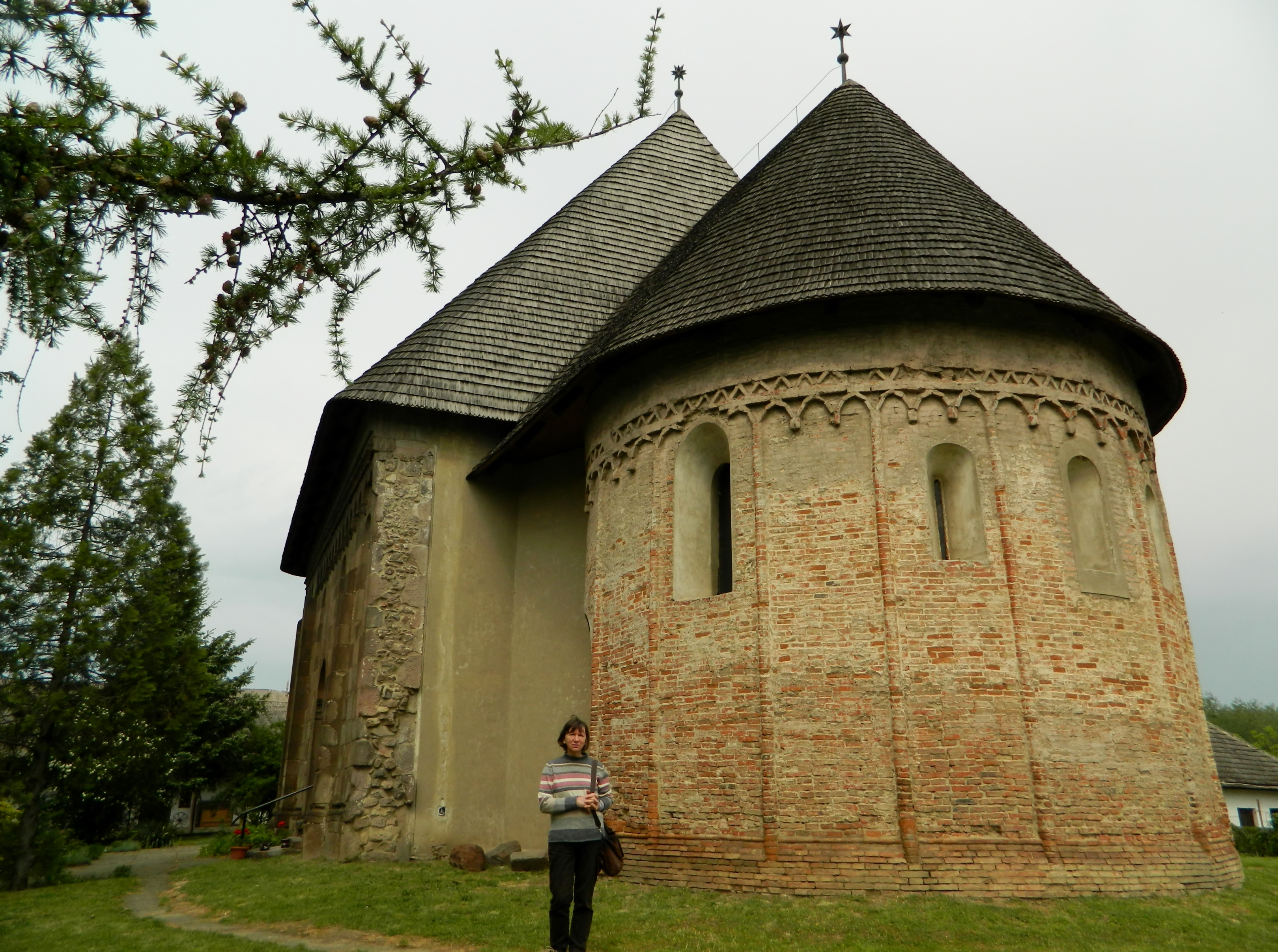
Románský kostel reformované církve.

Karcsa je vesnice v Maďarsku, v Cigándském okrese, v Borsod-Abaúj-Zemplénské župě.
Má rozlohu 4370 hektarů a žije zde 1901 obyvatel (2007). Na severu sousedí vesnice se Slovenskem, přičemž hranici tvoří potok Krčava.

## Historie
První zmínky pocházejí z roku 1186, avšak tato oblast byla osídlena již dříve.
Karcsa leží v bažinaté oblasti, která ji chránila před tatarskými a tureckými nájezdy,

## Obyvatelstvo
Obyvatelstvo Karcsy tvoří 93 % Maďarů a 7 % Romů

## Zajímavosti
- románský kostel reformované církve